# Joel Casamayor
Joel "El Cepillo" Casamayor, född den 12 juli 1971 i Guantánamo, Kuba, är en kubansk boxare som tog OS-guld i bantamviktsboxning 1992 i Barcelona. Han vann finalen mot irländske Wayne McCullough.